# Peter Pan y Wendy
Peter Pan y Wendy (en inglés, Peter and Wendy), Peter Pan, o el niño que no quería crecer (Peter Pan; or, the Boy Who Wouldn't Grow Up), es una obra teatral (de 1904) y una novela (de 1911) para niños escrita por el escritor escocés James M. Barrie. La obra cuenta la historia de Peter Pan, un niño que vuela y no quiere crecer, y sus aventuras en El país de Nunca Jamás con los hermanos Wendy, John y Michael Darling; el hada Campanilla, los Niños Perdidos, y el malvado Capitán Garfio.
La obra se estrenó en Londres el 27 de diciembre de 1904 con Nina Boucicault, hija del dramaturgo Dion Boucicault, en el papel protagónico. Una producción de Broadway fue montada en 1905, protagonizada por Maude Adams. Más tarde se revivió con actrices como Marilyn Miller y Eva Le Gallienne. Se transformó en un libro para niños en 1911.

## Argumento

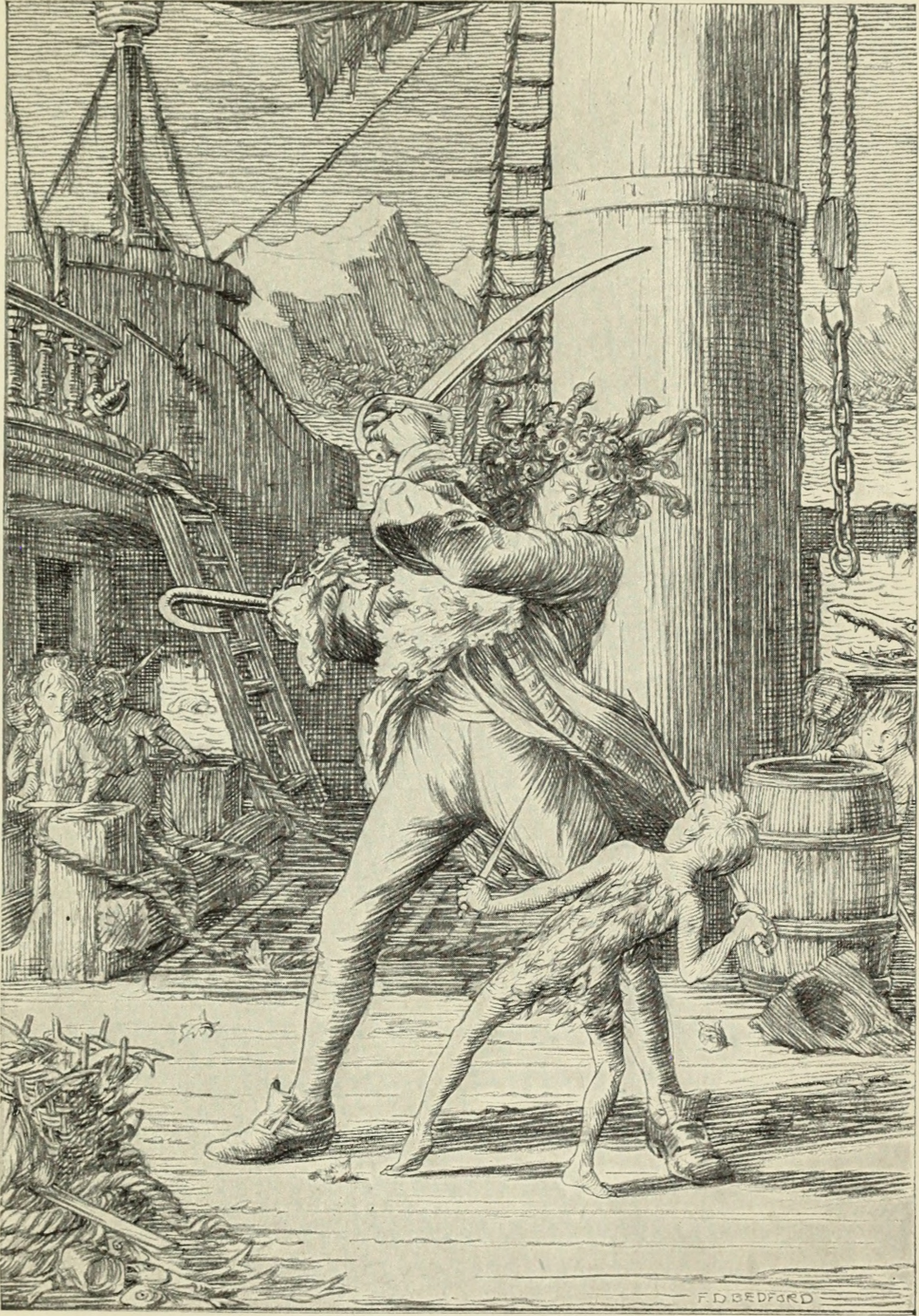
Peter Pan y el Capitán Garfio. Ilustración de Francis Donkin Bedford para la edición de 1912 de Peter and Wendy y Margaret Ogilvy, Nueva York, Scribner.

Los Darling son una típica familia londinense de finales del siglo XIX, conformada por George Darling, su esposa Mary Darling, sus tres hijos : Wendy, John y Michael, y Nana, la perrita, que es la niñera de los niños.
Wendy, que es la hija mayor, siempre les cuenta historias a sus hermanos, en las cuales hay piratas, sirenas, hadas, indios, y que tienen como personaje principal a un niño muy peculiar llamado Peter Pan, quien, sin que ellos lo sepan, escucha sus historias junto con su hada, Campanilla.
Una noche Peter pierde su sombra en la casa de los Darling. Wendy encuentra su sombra, la guarda y la noche siguiente, Peter Pan se presenta en la casa Darling para buscarla y Wendy le cose la sombra a los pies para que ésta esté pegada a él de nuevo.
Después de esto Peter decide que Wendy será la madre de los Niños Perdidos. Le pide que lo acompañe al país de Nunca Jamás, su hogar, en donde ella nunca crecerá. Ella accede a acompañarlo, pero solo si sus hermanos van también, y a Peter no le queda más remedio que aceptar. Juntos van volando hacia el país de Nunca Jamás. Allí Wendy y sus hermanos vivirán numerosas aventuras, conocerán a los indios y a las sirenas, pero tendrán que enfrentarse al rencoroso Capitán Garfio, deseoso de acabar con Peter Pan al llegar a la isla.

## Adaptaciones
Se han realizado numerosas adaptaciones de la historia, por medio de secuelas y precuelas en donde se continuaron las aventuras de Peter Pan. Siguiendo el ejemplo de la versión teatral original de Barrie y, por razones prácticas, generalmente el papel de Peter fue inicialmente interpretado por una mujer adulta.

### Libros
- La novela de Gilbert Adair, Peter Pan and the Only Children, se publicó en 1987. Presenta a Peter viviendo con un nuevo grupo de niños debajo del océano y reclutando nuevos miembros entre chicos que caen de los barcos.
- En 2004, una compañía subsidiaria de Disney (Hyperion Books) publicó el libro Peter and the Starcatchers, escrito por el humorista Dave Barry y el escritor de suspense Ridley Pearson. Es una precuela no oficial de la historia de Peter y Wendy, ambientada en un barco llamado Nunca Jamás.
- En 2004, para conmemorar los 100 años de la aparición de Peter Pan, el Great Ormond Street Hospital (que posee los derechos de la obra de J. M. Barrie) convocó a narradores interesados en escribir la secuela oficial de la historia. La ganadora fue Geraldine McCaughrean con Peter Pan de rojo escarlata, libro que salió a la venta en todo el mundo el 5 de octubre de 2006, en 37 idiomas distintos.
- En 2011, Vicente Muñoz Puelles publicó El regreso de Peter Pan (ed. Oxford University Press). En esta novela, situada durante la II Guerra Mundial, Hitler quiere invadir El País de Nunca Jamás, así que, en esta ocasión, Peter se tendrá que enfrentar al imperio nazi.

### Escenario
- En 1954 se estrenó en Broadway un musical basado en las novelas literarias de Barrie; debido a su éxito fue retomado en 1979, escenificándose por última vez en 1998 (existe una versión televisiva de la última presentación en 2000).

### Películas

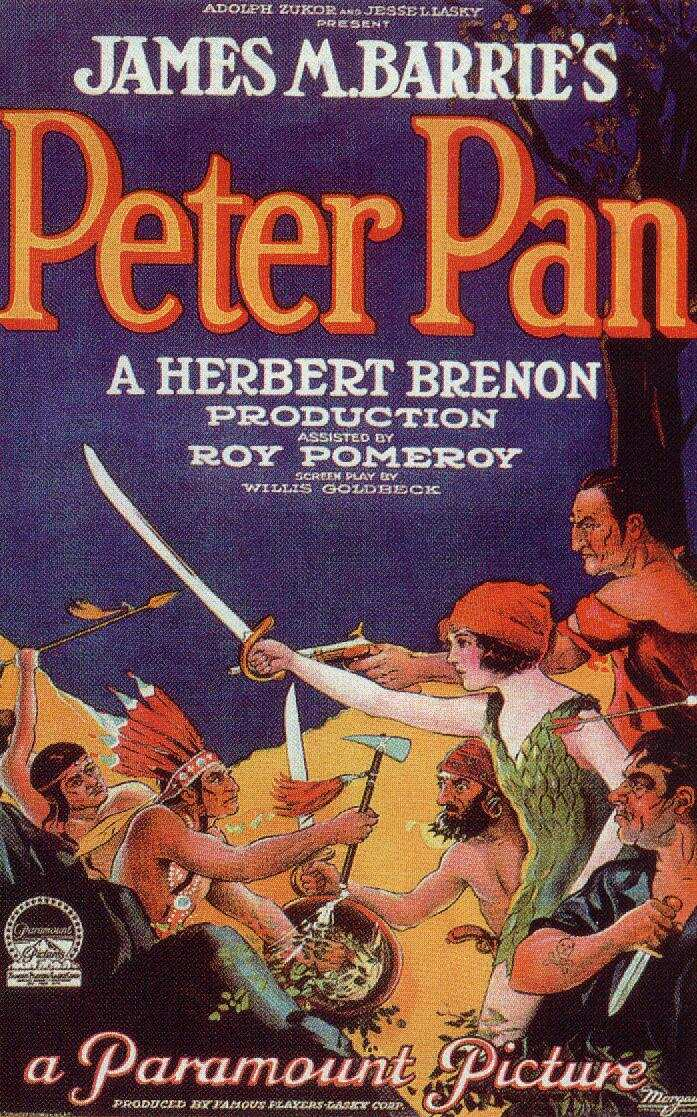
Cartel de la película de 1924 dirigida por Herbert Brenon.

- En 1924, Paramount Pictures lanzó una película muda, que se convirtió en la primera adaptación cinematográfica de la obra de J. M. Barrie. Fue dirigida por Herbert Brenon y protagonizada por Betty Bronson como Peter Pan, Ernest Torrence como el Capitán Garfio, Mary Brian como Wendy, y Virginia Browne Faire como Campanilla (Tinker Bell). Anna May Wong, una actriz estadounidense de origen chino, actuó como la princesa india Tigrilla (Tiger Lily).
- En 1953, Walt Disney Productions realizó la primera película animada sobre Peter Pan, que popularizó enormemente al personaje, especialmente en el extranjero.[1] Es considerada una de las películas animadas más influyentes y una de las mejores películas animadas de la historia.
- En 1991, Steven Spielberg junto con su compañía Amblin Entertainment y TriStar Pictures realizó la película Hook en la que Peter Pan había crecido, se había casado y era padre de dos hijos, hasta que es forzado a regresar al país de Nunca Jamás cuando el Capitán Garfio secuestra a sus hijos. El papel de Peter Pan estaba destinado originalmente para el cantante Michael Jackson, ya que Michael era amigo de Steven y fanático del personaje, pero cuando Michael leyó el libreto le desilusionó completamente el hecho de que su ídolo creciera y no recordara quién era, por lo que terminó rechazando el papel y fue remplazado por Robin Williams.
- En 2002, Disney estrenó Peter Pan 2: Regreso al país de Nunca Jamás, una secuela de la película de 1953, esta vez protagonizada por Jane, la hija de Wendy. Está ambientada durante los bombardeos de Londres en 1940 y 1941, llevado a cabo por la Alemania Nazi durante la Segunda Guerra Mundial, y coincide con el hecho de que los niños se veían obligados a crecer demasiado rápido.
- En 2003, se estrenó una adaptación fílmica de las aventuras del niño que no quería crecer fue la película Peter Pan: La gran aventura, dirigida por P. J. Hogan, producida por Universal Pictures y Columbia Pictures.
- En 2015, Warner Bros. estrenó la versión titulada Pan. En ella, se da a conocer su origen y quiénes eran sus padres; también cómo conoció a Campanilla, Garfio y Smee. Peter es llevado a Nunca Jamás por Barba Negra en el Jolly Roger, donde los niños perdidos son mineros en busca de polvo de hadas.
- En 2023, Disney lanzó para su plataforma de streaming Disney+ la película Peter Pan & Wendy, dirigida por David Lowery, la cual sirve como una adaptación moderna de la historia y como remake de la película de 1953. La película ha sido muy criticada por cambiar demasiado la historia original y las personalidades de sus personajes, también por enfocarse más en el personaje de Wendy que de Peter Pan.

### Televisión
- En 1989, Nippon Animation —dentro de su ciclo World Masterpiece Theater— emitió una serie animada de televisión de 41 episodios titulada Peter Pan no Boken ("Las aventuras de Peter Pan"). Posteriormente —con algunos cambios— fue emitida en Estados Unidos y en varios países del mundo.
- En 1990, se estrenó Peter Pan and the pirates, una serie animada de televisión.
- En 2011, se emite la serie de Disney Junior Jake y los piratas del país de Nunca Jamás, donde se muestra a Jake y a su tripulación con el capitán Garfio.
- En 2011 se lanzó la miniserie de dos partes Neverland, reimaginando los comienzos de Peter Pan realizada por la cadena Syfy.
- En 2012, se emite la serie animada Les nouvelles aventures de Peter Pan.

### Dramas biográficos
- Finding Neverland es una película de 2004 protagonizada por Johnny Depp en el papel de Barrie y Kate Winslet como Sylvia Llewelyn Davies. Cuenta la relación entre ellos de una forma ficticia y cómo llevó al desarrollo del personaje de Peter Pan. Está basada en la obra teatral de 1998 llamada The Man Who Was Peter Pan de Allan Knee.

### Menciones en otras obras
- En 1980, Petula Clark protagonizó Never Never Land en el papel de una mujer cuyo sobrino, cautivado por el cuento de Barrie, huye y se refugia con un grupo de «niños perdidos» ocupando una casa abandonada en Londres.
- En 2010 aparece la canción "Hey Peter Pan" del cantautor español José Riaza en su disco en vivo El folk es el hogar. Anteriormente había lanzado con su grupo de rock Tragicomi-K tres canciones con referencias al personaje: "Ella y yo" (2002), "Ella y yo II/La traición de Wendy" (2006) y "Heredando revoluciones" (2008). La segunda de las canciones aparecería en el disco Cualquier tiempo pasado (2014) de José Riaza como "La traición de Wendy".
- También ha aparecido en la serie Once Upon a Time; en esta serie, Peter, interpretado por Robbie Kay, quiere el corazón de un creyente para seguir viviendo y junto a los niños perdidos y a su sombra secuestra a otros niños para buscar a Henry. Peter Pan además es un villano de la serie, y padre de Rumpelstiltskin.

## Situación de los derechos de autor

### Estados Unidos
Los derechos de autor de la historia de Peter Pan varían de un lugar a otro, y son muy discutidos en algunas jurisdicciones. El tema es complicado debido a las diferentes versiones publicadas. Las partes introducidas por Barrie en las primeras versiones pueden ser de dominio público en una jurisdicción determinada, pero los elementos agregados en ediciones posteriores o adaptaciones pueden no serlo.
Por ejemplo, Disney mantiene el derecho por el diseño de los personajes, las canciones, etc., que introdujo en la película animada de 1953. La conversión de los términos de copyright de Estados Unidos desde un número fijo de años a partir de la fecha de publicación a la extensión de los derechos a partir de la muerte del creador de la obra, ha confundido aún más la cuestión.

### Reino Unido
Aunque los derechos de autor para Peter Pan en el Reino Unido terminaron en 1987 (50 años después de la muerte de Barrie), al año siguiente, el gobierno promulgó una extensión perpetua sobre algunos de los derechos de la obra. Este decreto nombra al Great Ormond Street Hospital (al cual Barrie le había cedido los derechos como un regalo) como el poseedor de derechos sobre cualquier puesta en escena o publicación del trabajo. Este no es un derecho perpetuo en sí, sin embargo, el hospital no tiene control creativo ni el derecho a negar su permiso. Tampoco cubre las secciones de Peter Pan que se encuentran en El pajarito blanco, que preceden a la obra teatral.

### Fuera del Reino Unido
El Great Ormond Street Hospital tiene derechos completos de la obra en toda la Unión Europea. En 1996, los términos sobre los derechos de autor fueron estandarizados en toda la Unión Europea, 70 años después de la muerte del creador. Aunque Peter Pan era considerado de dominio público en algunas jurisdicciones en ese momento, esta resolución lo puso bajo protección hasta el año 2007.
El hospital también tiene extensiones de derechos proclamados por el Congreso de los Estados Unidos en 1978 y nuevamente en 1998 hasta 2023. Estos son compartidos por varias partes, entre ellos con Disney (quien anteriormente había cooperado con el hospital, pero después publicó Peter y los cazadores de estrellas sin autorización y sin el pago de las tasas correspondientes), quien afirma que la propiedad ya era de dominio público en 1978 y 1998, y allí no era posible su extensión. Este argumento se apoya en una pauta de los derechos de autor de los Estados Unidos frecuentemente citada, que dice que cualquier trabajo publicado con anterioridad a 1923 (como la novela Peter Pan, de 1911) es de dominio público. En el año 2002, el escritor J. E. Somma elevó un pleito preventivo contra el hospital para proteger su secuela Después de la lluvia, alegando abuso de los derechos de autor. Previamente, el hospital le había advertido a la escritora que su libro podría estar violando los derechos de autor. Hasta el 2004 el caso no había sido resuelto.
El libro original y la obra teatral de Barrie son de dominio público en Canadá, donde el libro de Somma pudo ser publicado con anterioridad.